# Alfred Schmidt-Hoepke
Alfred Schmidt-Hoepke (* 23. Juni 1891 in Essen; † 17. März 1965) war ein deutscher Schriftsteller, Journalist und Politiker (Reichspartei des deutschen Mittelstandes).

## Leben
Alfred Schmidt-Hoepke wurde als Sohn des Kaufmanns Heinrich Schmidt geboren. Nach dem Besuch der Oberrealschule in Essen studierte er Nationalökonomie an den Universitäten in Bonn, Berlin und Straßburg. 1914 wurde er an der Straßburger Universität bei Professor Georg Friedrich Knapp zum Dr. rer. pol. promoviert (Dissertation: Die Geschichte des englischen Geldwesens im 17. und 18. Jahrhundert).
Schmidt-Hoepke erhielt zunächst eine praktische staatswissenschaftliche Ausbildung bei der Friedrich Krupp AG in Essen. Er arbeitete seit 1916 in der Presseabteilung des Stellvertreters der Generalkommission in Münster und wurde 1917 Redakteur der Rheinisch-Westfälischen Zeitung in Essen. Ein Jahr später wechselte er als Redakteur zur Zeitschrift Wirtschaftsdienst, die dem Welt-Wirtschafts-Archiv an der Universität Hamburg angeschlossen war. Von hier aus führte ihn der Weg 1921 zur Deutschen Bergwerkszeitung, für die er zunächst in Essen und seit 1927 als Chefredakteur und Prokurist in Düsseldorf tätig war. Später arbeitete er für den Droste Verlag. Neben seiner wirtschaftsjournalistischen Tätigkeit hielt er Vorträge und wirkte als Dozent an Universitäten. Darüber hinaus betätigte er sich als Buchautor. Bei der Veröffentlichung seiner Werke verwendete er unter anderem die Pseudonyme Alfred Schmidt-Essen, Hans Tillmann, Jacques Amoureux und Frank Dollar.
In den 1920er Jahren trat Schmidt-Hoepke in die Reichspartei des deutschen Mittelstandes (Wirtschaftspartei) ein, für die er von 1928 bis 1932 als Abgeordneter dem Preußischen Landtag angehörte. Ab 1928 war er Mitglied des Ausschusses für die Preußische Staatsbank.
Alfred Schmidt war seit 1919 mit Hanna Hoepke, der Tochter des Ingenieurs und Professors Hermann Hoepke (1865–1928), verheiratet und hatte zwei Kinder, Werner (* 1921) und Erika (* 1931). Er trug nach seiner Heirat den Namen Schmidt-Hoepke.

## Werke (Auswahl)
- Die Kriegsbilanz für Deutschlands Industrie. Deutsche Bergwerkszeitung 1919.
- Valutafibel. G. Fischer 1921.
- Währungsfragen der Gegenwart. G. Fischer 1922.
- Die Reichsbank Volksvereins-Verlag 1923.
- Die Grundlagen des neuen deutschen Geldwesens. Verlag für Wirtschaft und Verkehr 1925.
- Reißbrett-Ökonomie. Deutsche Bergwerkszeitung 1927.
- Heiterkeit zum Erdenleben. Droste 1940.
- Die lustige Blätterwiese. Droste 1956.
- Da lacht der Baumensch. Vulkan-Verlag 1958.
- Die lustige Baufibel. Vulkan-Verlag 1959.
- Der heitere Hüttenmann. Vulkan-Verlag 1960.
- Unter uns Kapitalisten. Droste 1961.